# Circuito de Almería
El Circuito de Almería, conocido por motivos publicitarios como Circuito Costa de Almería, es un autódromo situado en el término municipal de Tabernas (Almería). 
Fue Inaugurado en el año 2000 y acoge diversas competiciones oficiales de diferentes comunidades autónomas, siendo la más importante el Campeonato de Andalucía de Motociclismo. Este circuito, gracias a su bajo índice de pluviosidad y su situación geográfica es el elegido por numerosas escuderías del Campeonato Mundial de Motociclismo y del Campeonato Británico de Superbikes para sus entrenamientos de pretemporada. Durante los últimos años el Circuito de Almería ha ido ganando popularidad y prestigio, apareciendo en videojuegos y siendo sede de los programas de selección de pilotos para la Fórmula 1 femenina, la W Series.

## Características

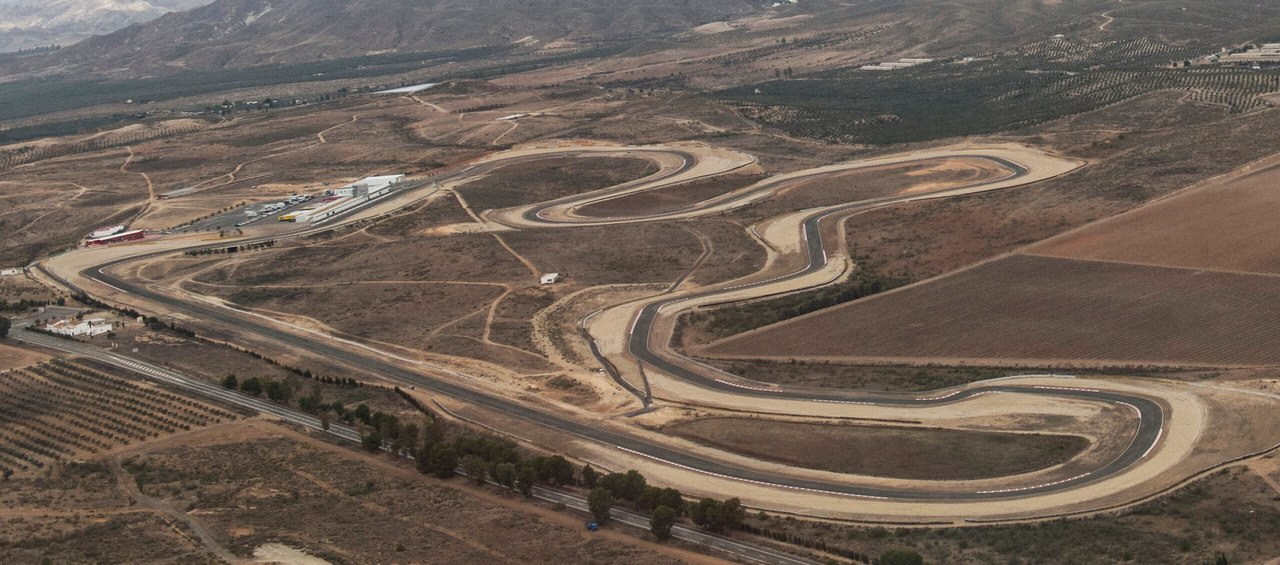
Vista del circuito desde el aire.

Cuenta con un trazado de 4025 metros de longitud y una anchura media de 10 metros excepto en su recta de meta que llega hasta los 12 metros. El sentido de giro es el sentido de las agujas del reloj. Dispone de 13 curvas (8 a derechas, 5 a izquierdas y una chicane) y una recta larga donde se alcanzan velocidades máximas cercanas a los 300km/h. El Circuito de Almería guarda ciertas similitudes con el famoso Circuito de Laguna Seca, principalmente, por la topografía, el clima y el entorno que rodea a ambos trazados.

## Iberia Circuit
Al ubicarse uno junto al otro, la unión con el Andalucía Circuit forma lo que se conoce como Iberia Circuit. Esta conjunción suma un total de 9 220 metros y se publicita como el circuito permanente más largo de Europa El circuito de la Sarthe, de más de 13 km de longitud, es semipermanente; mientras que Nürburgring Nordschleife, con más de veinte kilómetros, es técnicamente una autopista de peaje.

## Como escenario de cine
El asfalto del Circuito de Almería ha sido utilizado en múltiples ocasiones para el rodaje de anuncios publicitarios, entre ellos destaca el rodaje de dos vídeos de presentación del superdeportivo McLaren Senna, el cual fue conducido durante el rodaje por el piloto de F1 Bruno Senna, sobrino del mítico Ayrton Senna.
En octubre del año 2019, el Circuito de Almería acogió el rodaje del teaser de la nueva moto KTM Super Duke R 2020.

## En los videojuegos
El Circuito de Almería aparece de manera oficial en la saga de videojuegos Ride de la prestigiosa compañía italiana Milestone. Así mismo, el Circuito de Almería ha sido recreado a modo de Mod para diferentes videojuegos y simuladores de conducción entre los que destacan Assetto Corsa, GTR2 o GSCE.